# Tõnu Õnnepalu
Tõnu Õnnepalu (född den 13 september 1962), även känd under författarnamnen Emil Tode och Anton Nigov, är en estnisk poet och författare.
Õnnepalu föddes i Tallinn och studerade biologi vid universitetet i Tartu mellan 1980 och 1985. Han började sin författarkarriär som poet 1985 och blev internationellt uppmärksammad 1993 när hans roman Piiririik (på svenska Gränsland) publicerades under pseudonymen Emil Tode. Boken översattes till 14 språk och blev 1990-talets mest översatta estniska bok. 1993 tilldelades Õnnepalu Baltiska rådets årliga litterära pris. Hans verk utforskar ofta ämnen som homosexualitet, isolering och svek. Tõnu Õnnepalu har även översatt verk till estniska från franska av författare som François Mauriac, Charles Baudelaire och Marcel Proust.
År 1992 framfördes hans dikt "Inquiétude du Fini" av en orkester med den estniska kompositören Erkki-Sven Tüür som dirigent.

## Utgivna verk

### Romaner
Under författarnamnet Emil Tode
1. Piiririik (”Gränsland”), utgiven 1993, svensk översättning av Enel Melberg 1995.
2. Printsess (”Prinsessan”), utgiven 1997.
3. Raadio (”Radio”), utgiven 2002.

Under författarnamnet Anton Nigov
1. Harjutused (”Övningar”), utgiven 2002.

Under eget namn (Tõnu Õnnepalu)
1. Hind (”Priset”), utgiven 1995, svensk översättning av Peeter Puide 1998.
2. Raadio (”Radio”), utgiven 2002.
3. Flandria päevik (”Dagbok från Flandern”), utgiven 2007.
4. Paradiis (”Paradis”), utgiven 2009.
5. Mandala (”Mandala”), utgiven 2012.

### Diktsamlingar
1. Jõeäärne maja (”Huset vid floden”), 1985
2. Ithaka, 1988
3. Sel maal (”I detta land”), 1990
4. Mõõt (”Måttet”), 1996
5. Enne heinaaega ja hiljem (”Före höbärgningstiden och senare”), 2005 (inkluderar översättningar)
6. Kevad ja suvi ja ”Våren och sommaren och”), 2009.
7. Klaasveranda (”Glasverandan”), 2016.